# JC Stewart

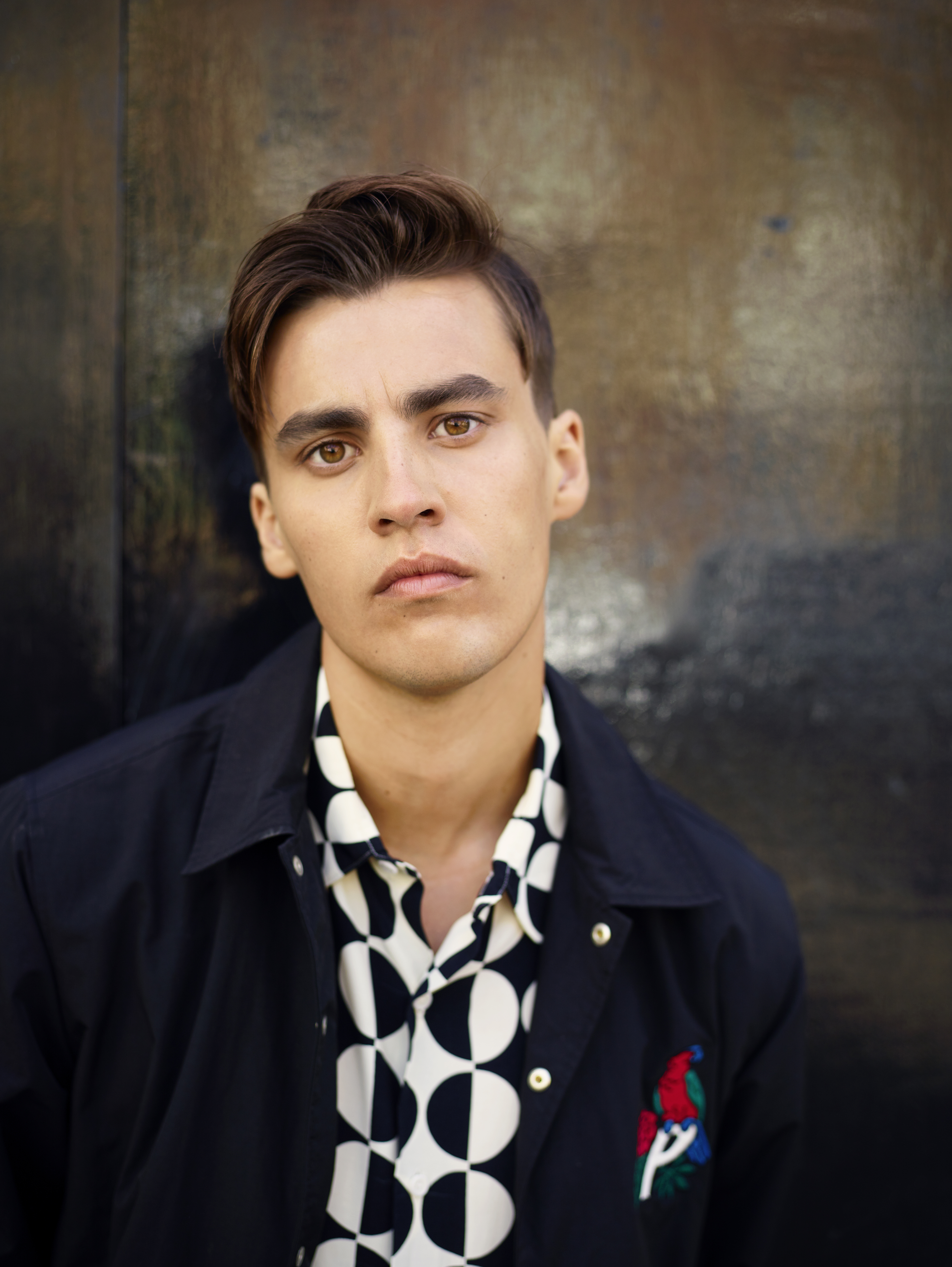
JC Stewart (2020)

John Callum Stewart (* 8. Februar 1997 in Magherafelt, Nordirland), bekannt als JC Stewart, ist ein nordirischer Sänger, Songwriter und Musiker.

## Biografie
Stewart wuchs auf einer Farm in Magherafelt in Nordirland auf. Während seiner Schulzeit begann er zu singen, musizieren und Songs zu schreiben. Er studierte Internationale Beziehungen an der University of Sussex, brach das Studium jedoch ab, um in London Musik zu machen.
2014 veröffentlichte Stewart seine Debütsingle Gold. 2018 bekam er einen Plattenvertrag bei Warner Records. 2019 war er Koautor des Songs Hollywood, den Lewis Capaldi auf seinem Debütalbum Divinely Uninspired to a Hellish Extent veröffentlichte.
Nach weiteren Singles, ausverkauften Auftritten und Tourneen mit Lewis Capaldi, Lauv und Anne-Marie erschien im November 2020 die EP When the Light Hits the Room.
Nach Beginn der COVID-19-Pandemie lud Stewart eine Parodie des Friends-Titelsongs I’ll Be There for You bei Tik Tok hoch, die Jennifer Aniston auffiel und Stewart auch in den USA Aufmerksamkeit verschaffte.

## Diskografie

### EP
- 2020: When the Light Hits the Room

### Singles
- 2014: Gold
- 2016: Parachute
- 2018: Medicine
- 2018: Like I Did
- 2018: Girls Just Want to Have Fun
- 2019: Have You Had Enough Wine?
- 2019: Bones
- 2019: Pick Up Your Phone
- 2019: The Wrong Ones
- 2020: Lying That You Love Me
- 2020: I Need You to Hate Me (AT: Gold)
- 2020: Too Many Nights (mit 220 Kid, UK: Silber)
- 2021: Break My Heart
- 2021: Loud
- 2022: Come Around Again (Armin van Buuren & Billen Ted feat. JC Stewart)
- 2022: Scars
- 2024: Hey Babe, I’m A Mess, I’m Sorry

## Auszeichnungen für Musikverkäufe
| Goldene Schallplatte - Niederlande - 2021: für die Single I Need You to Hate Me - Polen - 2023: für die Single Come Around Again |

| Land/RegionAuszeichnungen für Musikverkäufe (Land/Region, Auszeichnungen, Verkäufe, Quellen) | Silber  | Gold     | Platin | Verkäufe | Quellen   |
| -------------------------------------------------------------------------------------------- | ------- | -------- | ------ | -------- | --------- |
| Niederlande (NVPI)                                                                           | —       | Gold1    | —      | 40.000   | nvpi.nl   |
| Österreich (IFPI)                                                                            | —       | Gold1    | —      | 15.000   | ifpi.at   |
| Polen (ZPAV)                                                                                 | —       | Gold1    | —      | 25.000   | olis.pl   |
| Vereinigtes Königreich (BPI)                                                                 | Silber1 | —        | —      | 200.000  | bpi.co.uk |
| Insgesamt                                                                                    | Silber1 | 3× Gold3 | —      |          |           |